# Mielichhoferia linderi
Mielichhoferia linderi là một loài rêu trong họ Bryaceae. Loài này được Thér. mô tả khoa học đầu tiên năm 1930.